# Diego Angeli
Diego Angeli (Firenze, 8 novembre 1869 – Roma, 23 gennaio 1937) è stato un giornalista, scrittore e critico d'arte italiano.

## Biografia
Nacque a Firenze da nobile famiglia lucchese, figlio di Maurizio Angeli, già direttore del «Gazzettino delle Arti del Disegno» con Diego Martelli, e di Imogene Ulacco-Leroy.
Collaborò a numerosi quotidiani e riviste tra cui Capitan Fracassa (1887), Don Chisciotte (in cui firmava le cronache mondane con lo pseudonimo Diego de Miranda), Giorno (durante tutta la vita del giornale), L'Illustrazione Italiana, Il Regno, Il Marzocco  (dalla fondazione), Il Messaggero (dal 1926; dove spesso si firmò con lo pseudonimo di Dieli), La Stampa (dal 1926). Amico di Carducci, di d'Annunzio, della Serao, di Ferdinando Martini, di Fogazzaro.
In particolare fu corrispondente per il Giornale d'Italia (dalla fondazione al 1926) dove tenne la rubrica «Lettere da Parigi», e caporedattore de Il Convito di Adolfo De Bosis.
Fu corrispondente di guerra nel conflitto mondiale, noto per i servizi tempestivi dal fronte francese del 1914-15 che contribuirono ad orientare l'opinione pubblica italiana in favore dell'intervento a fianco dell'Intesa.
Si trasferì a Roma nel 1880 con la famiglia.
Il conte Giuseppe Primoli, che morì nel 1927, lasciò per testamento alla municipalità di Roma il piano terreno di Palazzo Primoli, completo di arredi e con una collezione di oggetti preziosi e di documenti napoleonici. Diego Angeli fu incaricato di aprire il Museo napoleonico e di stendere un catalogo degli oggetti esposti.
Fu autore di una trilogia dannunziana (1906-1915) e tradusse Shakespeare (Tutte le opere di Shakespeare, 40 voll., Milano, 1911-1935), scrisse inoltre opere di poesia (La città della vita, Spoleto, 1886, e L'oratorio d'amore, Roma, 1904); di narrativa (L'inarrivabile, Milano, 1891; Liliana Vanni, Catania, 1900; L'orda d'oro, Milano, 1906; Centocelle, Milano, 1908; Il confessionale, Milano, 1910; Il crepuscoplo degli dei, Milano, 1915); di saggistica (Roma sentimentale, Roma 1900; Le chiese di Roma, Milano, 1900). Sulla vita artistica romana, di cui fu testimone, pubblicò Cronache del Caffè Greco (Milano, 1930).

## Opere
- Diego Angeli, Le chiese di Roma; guida storica e artistica delle basiliche, chiese e oratorii della città di Roma, Roma, Società editrice Dante Alighieri, 1902.
  - Le chiese di Roma: guida storica e artistica delle basiliche, chiese e oratorii della città di Roma, Roma, Società editrice Dante Alighieri di Albrighi, Segati e C., riedito 1955.
- Roma sentimentale, con 12 incisioni di Ballarini da fotografie di A. Ducros, G. Primoli e altri, Roma, Biblioteca del vascello, 1990.  ISBN 88-7227-406-0
- Diego Angeli, Le cronache del Caffè Greco, a cura di Stefano Stringini, Roma, Bulzoni, 2001, ISBN 88-8319-626-0.
- AA.VV., Notti di dicembre: racconti di Natale dell'Ottocento, a cura di Gisella Padovani e Rita Verdirame, Palermo, Sellerio, 2001 ISBN 88-389-1731-0
- AA.VV., Giornalismo italiano, a cura e con un saggio introduttivo di Franco Contorbia, Milano, serie Meridiani Mondadori, 2007 ISBN 978-88-04-56238-2